# Goguryeo
Goguryeo (Hangul: 고구려; Hanja: 高句麗; RR: Goguryeo; MR: Koguryo, koreansk udtale: [koɡuɾjʌ], 37 fvt-668 CE), eller Goryeo (Hangul: 고려; Hanja: 高麗; RR: Goryeo; MR: Koryo , koreansk udtale: [koɾjʌ]), var en af de gamle tre kongedømmer i Korea, beliggende i den nordlige og centrale dele af den koreanske halvø og de sydlige og centrale dele af indre og ydre Manchuriet. Goguryeo var en aktiv deltager i magtkampen om kontrollen over den koreanske halvø og var også forbundet med de udenlandske politiske anliggender i nabolandede Kina og Japan.
Samguk Sagi, en tekst fra det 12. århundrede fra Goryeo, indikerer, at Goguryeo blev grundlagt i 37 f.Kr. af Jumong (Hanja: 朱 蒙), en prins fra Buyeo, der kom på tronen som Dongmyeong. Der er arkæologiske og tekstmæssige beviser fra kinesiske geografiske monografier, der tyder på, at Goguryeo kan have eksisteret siden det andet århundrede f.Kr. omkring tidspunktet for nedgangen for Gojoseon, et tidligere rige, som også omfattede det sydlige Manchuriet og den nordlige Koreanske halvø.
Goguryeo var et magtfuldt imperium og en af de store magter i Østasien, indtil det blev besejret af en alliance mellem Silla og Tang-dynastiet i 668 efter langvarig udmattende og interne stridigheder som fulgte Yeon Gaesomuns død. [12] Efter dets fald, blev dets område delt mellem staterne Forenede Silla, Balhae og Tang-dynastiet i Kina.
Navnet Goryeo (også stavet som Koryo), en forkortet form af navnet Goguryeo (også stavet som Koguryo), blev vedtaget af Jangsu, der regerede nationen 413-491, og er oprindelsen for det engelske og danske navn "Korea".
Ifølge Samguk Sagi fra det 12. århundrede og Samgungnyusa fra det 13. århundrede flygtede en prins ved navn Jumong fra Buyeo efter en magtkamp med andre prinser ved hoffet og grundlagde Goguryeo i 37 f.Kr. i en region kaldet Jolbon Buyeo, der normalt anses at være beliggende i det mellemste vandløbsopland for floderne Yalu og Tongjia og overskridende den nuværende grænse mellem Kina og Nordkorea. I de geografiske monografier i Han's Bog blev ordet Goguryeo (Hanja: 高句麗) første gang nævnt i 113 f.Kr. som en region, der hørte under den Xuantu kommanderiet. I Tangshu (Gamle Bog om Tang) fra 945 er det registreret, at kejser Taizong henviser til, at Goguryeo historie var ca. 900 år gammel.
I 75 f.Kr. kan en gruppe af Yemaek som kan stamme fra Goguryeo være indtrængt ind i Kinas Xuantu kommanderi vest for Yalu.
Mængden af tekstuelle beviser fra Tangshu, Den Nye Bog om Tang, Samguk Sagi, Nihon Shoki samt andre antikke kilder støtter en dannelse af Goguryeo 37 f.Fk. eller omkring "midten" af første århundrede f.Kr. Arkæologiske beviser støtter tilstedeværelse af grupper af Yemaek-stammer i det 2. århundrede f.Kr., men der er ingen direkte beviser for, at disse Yemaek-grupper blev kendt som eller ville identificere sig som Goguryeo. Den første omtale af Goguryeo som en gruppebetegnelse associeret med Yemaek-stammer er en reference i Han Shu, der diskuterer et oprør i Goguryeo i år 12 e.Kr., hvor de brød væk fra indflydelse af den kinesiske ved Xuantu.
Ved sin grundlæggelse menes Goguryeo at bestå af folk, som udgjorde en blanding af folk fra Buyeo og Yemaek, eftersom ledere fra Buyeo kan være flygtede fra deres rige og integrerede med de eksisterende Yemaek-høvdingedømmer. Optegnelser om de tre kongeriger antyder i afsnittet "Oplysninger om de østlige Barbarere", at Buyeo og Yemaek folk var etnisk beslægtede og talte et lignende sprog.

## Jumong og oprindelsesmyten
Den tidligste omtale af Jumong stammer fra det 4. århundrede og findes på Gwanggaeto-stelen. Jumong er den moderne koreanske transskription af Hanja 朱 蒙 Jumong, 鄒 牟 Chumo eller 仲 牟 Jungmo.
Ifølge stelen var Jumong den første konge af og forfader til Goguryeo, og at han var søn af prins Buyeo og datter af flodguddommen Habaek. Samguk Sagi og Samgungnyusa giver yderligere detaljer og kalder Jumongs moder for Yuhwa. Jumongs biologiske fader siges at være en mand ved navn Haemosu, der beskrives som en "stærk mand" og "en himmelsk prins." Flodguden jog Yuhwa væk til Ubal-floden (Hanja: 優 渤 水) på grund af hendes graviditet, hvor hun mødte og blev konkubine hos Geumwa.
Jumong var kendt for sine exceptionelle færdigheder i bueskydning. Til sidst blev Geumwas sønner jaloux på ham, og Jumong blev tvunget til at forlade det Østlige Buyeo. Stelen og senere koreanske kilder er uenige om, hvilket Buyeo Jumong kom fra. Stelen siger, at han kom fra Buyeo og Samgungnyusa og Samguk Sagi siger han kom fra Østlige Buyeo. Jumong nåede til sidst til Jolbon, hvor han giftede sig med Soseono, datter af landets hersker. Han blev selv kongens efterfølgende og stiftede Goguryeo med en lille gruppe af tilhængere fra sit fædreland.
En traditionel kilde i Samguk Sagi fra afsnittet om "Baekjes historie" siger, at Soseono var datter af Yeon Tabal, en velhavende indflydelsesrig person i Jolbon, og gift med Jumong. Men den samme kilde siger officielt, at kongen af Jolbon gav sin datter i ægteskab til Jumong, der var sluppet med sine tilhængere fra Østlige Buyeo. Hun gav sin mand, Jumong, økonomisk støtte til at grundlægge den nye delstat, Goguryeo. Efter, at Yuri, søn af Jumong samt hans første kone, var blevet udnævnt til kommende regent, besluttede Lady Ye fra Dongbuyeo som var efterfølgende hustru til Jumong, at forlade Goguryeo sammen med hendes to sønner Biryu og Onjo og drage sydpå for at oprette deres egne riger, hvoraf det ene var Baekje.
Jumongs efternavn var "Hae" (Hanja: 解), navnet på Buyeo herskere. Ifølge Samgungnyusa ændrede Jumong sit efternavn til "Go" (Hanja: 高) som bevidst afspejling af hans guddommelige herkomst. Jumong angives at have erobret stammestaterne Biryu (Hanja: 沸 流 國) i 36 f.Kr., Haeng-in (Hanja: 荇 人 國). I 33 f.Kr, og Nordlige Okjeo i 28 f.Kr.

## Centralisering og tidlig ekspansion
Goguryeo udviklede sig fra et forbund af forskellige Yemaek-stammer til en tidlig statsdannelse og udvidede hurtigt sin magt fra sit oprindeligt kontrollerede område i Hun-flodens lavning. Under Taejodaes tid i 53 e.Kr. blev fem lokale stammer reorganiseret i fem centralt regerede distrikter. Udenlandske relationer og militæret blev kontrolleret af kongen. Tidlig ekspansion forklares måske bedst ved landskabet: det af Goguryeo kontrollerede område i, hvad der er i nu er det centrale og sydlige Manchuriet og det nordlige Korea, er både meget bjergrigt og mangler egnet agerjord. Efter centraliseringen har Goguryeo måske været ude af stand til at skaffe nok ressourcer fra regionen til at brødføde sin befolkning og derfor fulgt tendenser i historiske hyrdesamfund og forsøgt at angribe og udnytte nærliggende samfund og deres jord og ressourcer. Aggressive militære aktiviteter kan også have hjulpet ekspansionen, hvilket gjorde det muligt for Goguryeo at opkræve tribut fra sine stammenaboer og dominere dem politisk og økonomisk.
Taejo underkuede Okjeo stammer i hvad der nu er det nordøstlige Sydkorea samt Dongye og andre stammer i det sydøstlige Manchuriet og det nordlige Korea. Som følge af forøgelsen af ressourcer og arbejdskraft, som disse undertvungne stammer gav ham, kunne Taejodae føre Goguryeo i et angreb på Han-kommanderierne Lelang og Xuantu på den koreanske Liaodong-halvø og blive fuldstændig uafhængig af dem.
Generelt tillod Taejodae de erobrede stammer at bevare deres høvdinge, men krævede dem til at rapportere til guvernører, der var relateret til Goguryeo kongelige linje; stammer under Goguryeos jurisdiktion forventedes at give betydelige tributter. Taejodae og hans efterfølgere anvendte disse øgede ressourcer til at fortsætte Goguryeos ekspansion mod nord og vest. Nye love regulerede bønder og aristokratiet i takt med, at stammeledere fortsatte med at blive absorberede i den centrale aristokrati. Den kongelige arvefølge ændredes fra broderlig til patrilineær og stabiliserede det kongelige hof.
Det ekspanderende Goguryeo rige fik snart direkte militær kontakt med Liaodong kommanderet mod vest. Pres fra Liadong tvang Goguryeo til at flytte sin hovedstad i Hun-floddalen til Yalu-floddalen nær Hwando.

## Goguryeo-Wei krigene
Under det kaos, der opstod efter faldet af Han-dynastiet, var de tidligere Han-kommanderier brudt fri af central kontrol og blev regerede af forskellige uafhængige krigsherrer. Omgivet af disse kommanderier, som blev ledede af aggressive krigsherrer, ændrede Goguryeo politik for at forbedre forholdet til det nyoprettede dynasti under Cao Wei i Kina og sendte repræsentanter i 220. I 238 indgik Goguryeo en formel alliance med Wei for at ødelægge Liaodong kommanderiet.
Da Liaodong endelig blev erobret af Wei, faldt samarbejde mellem Wei og Goguryeo fra hinanden og Goguryeo angreb de vestlige grænser af Liaodong, hvilket ansporede Wei til et kontraangreb i 244. Således indledte Goguryeo Goguryeo-Wei krigene i 242 og forsøgte at afskære kinesernes adgang deres territorier i Korea ved at forsøge at tage et kinesisk fort. Men Wei-staten reagerede ved at invadere og besejrede Goguryeo. Hovedstaden ved Hwando blev ødelagt af Wei-styrker i 244. Det siges, at Dongcheon, med sin ødelagte hær for et stykke tid flygtede til Okjeo i øst.  Wei invaderede igen i 259, men blev besejret ved Yangmaenggok. I henhold til Samguk Sagi samlede Jungcheon 5.000 mand elite-kavaleri, besejrede de invaderende Wei-tropper og huggede hovedet af 8.000 fjender.

## Genoplivelse og yderligere ekspansion (300-390)
På kun 70 år genopbyggede Goguryeo sin hovedstad Hwando og begyndte igen at plyndre Liaodong, Lelang og Xuantu kommandarierne. I takt med, at Goguryeo udvidede sin magt på Liaodonghalvøen, blev den sidste kinesiske kommanderi, Lelang, erobret og absorberet af Micheon i 313, hvilket bragte de resterende nordlige dele af den koreanske halvø under kontrol. Denne erobring resulterede i afslutningen på kinesiske herredømme over territorier på den nordlige del af den koreanske halvø, der havde varet i 400 år.
Fra dette tidspunkt og indtil det 7. århundrede ville territorial kontrol over halvøen primært blive et stridspunkt mellem de tre kongeriger i Korea.
Goguryeo mødte store tilbageslag og nederlag under Gogukwons regeringstid i det 4. århundrede. I begyndelsen af det 4. århundrede besatte de nomadiske proto-mongolske Xianbei-folk det nordlige Kina i vinteren 342, Xianbei af det Tidlige Yan, styret af Murong-klanen, angreb og ødelagde Goguryeos hovedstad, Hwando, tog 50.000 Goguryeo mænd og kvinder fange for at bruge dem som slavearbejdere samt tog enkedronningen og dronningen til fange, og tvang Gogukwon til at flygte i et stykke tid. Xianbei hærgede også Buyeo i 346 og accelererede Buyeos migration til Den Koreanske Halvø. I 371 dræbte Geunchogo af Baekje Gogukwon i slaget ved Chiyang og hærgede Pyongyang, en af Goguryeos største byer.
Sosurim, der efterfulgte den dræbte Gogukwon, omformede nationens institutioner for at redde det fra en stor krise. Hvad angik indenlandske stabilitet og foreningen af forskellige overvundne stammer proklamerede Sosurim nye love, anerkendte buddhismen som statsreligion i 372 og etablerede en national uddannelsesinstitution kaldet Taehak (태학, 太 學). På grund af de nederlag, som Goguryeo havde lidt til Xianbei og Baekje, gennemførte Sosurim militære reformer med henblik på at forebygge sådanne nederlag i fremtiden. Sosurims interne ordninger lagde grunden til Gwanggaetos ekspansion.
Gogukyang, efterfølgeren til Sosurim og fader til Gwanggaeto den Store, invaderede Senere Yan, efterfølgerstaten til Tidlige Yan, i 385 og Baekje i 386.
Goguryeo brugte sit militær til at beskytte og udnytte semi-nomadefolk, der tjente som vasaller, fodfolk, eller slaver, såsom Okjeo-folket i den nordøstlige del af den koreanske halvø, og Mohe-folket i Manchuriet, der senere skulle udvikle sig til Jurchen.

## Goguryeo på højdepunktet for sin magt (391-531 e.Kr.)
Goguryeo oplevede en guldalder under Gwanggaeto den Store og hans søn Jangsu. I denne periode omfattede Goguryeos områder tre fjerdedele af den koreanske halvø, herunder hvad der nu er Seoul, næsten hele Manchuriet, dele af Indre Mongoliet, og dele af Rusland. Der er arkæologiske beviser for, at Goguryeo maksimale udstrækning lå endnu længere mod vest i det nuværende Mongoliet, baseret på fund af Goguryeo fæstningsruiner i Mongoliet.
Gwanggaeto den Store (regerede 391-412) var en energisk monark, der huskes for sin hurtige militære udvidelse af riget. Han indførte tidsbetegnelsen Yeongnaks evige jubel for at vise, at Goguryeo var på lige fod med dynastierne på det kinesiske fastland. Gwanggaeto erobrede 64 befæstede byer og 1.400 landsbyer under sine kampagner. Mod vest ødelagde han tilstødende Khitan-stammer og invaderet Senere Yan, erobrede hele Liaodonghalvøen mod nord og øst, han er knyttede meget af Buyeo til sig og erobrede Sushen, som var manchu-tungusiske forfædre til jurchen og manchuere, også mod syd sejrede han og undertvang Baekje, bidrog til opløsningen af Gaya-forbundet, og gjorde Silla til en vasalstat ved Goguryeo-Yamato krigen. Gwanggaeto medførte en løs samling af den koreanske halvø, og opnåede ubestridte kontrol over det meste af Manchuriet og over to tredjedele af den koreanske halvø.
Gwanggaetos bedrifter blev registreret på en enorm stele rejst af hans søn Jangsu, placeret i det nuværende Ji'an på grænsen mellem Kina og Nordkorea.
Jangsu (regerede 413-491) besteg tronen i 413 og flyttede hovedstaden i 427 til Pyongyang, et mere egnet område at udvikle hovedstaden, som førte til, at Goguryeo opnåede en høj grad af kulturel og økonomisk velstand. Jangsu, ligesom sin fader, fortsatte Goguryeo territoriale ekspansion i Manchuriet og nåede Songhua-floden mod nord. Han invaderede Khitanerne, og angreb derefter Didouyu, som ligger i det østlige Mongoliet, med sine Rouran-allierede.  Ligesom sin fader opnåede Jangsu også en løs samling af de tre kongeriger i Korea. Han besejrede Baekje og Silla og vandt store territorier fra begge. Desuden medførte Jangsus lange regeringstid en forbedring af Goguryeos politiske, økonomiske og andre institutionelle ordninger. Jangsu regerede Goguryeo i 79 år indtil en alder af 98, den længste regeringstid i østasiatisk historie.
Jangsu ændrede det officielle navn på Goguryeo til Goryeo (고려/高麗, Corea), men navnet Goguryeo stadig oftest brugt.
Under Munjas regeringstid annekterede Goguryeo helt Buyeo, hvilket markerede Goguryeos længste ekspansion mod nord nogensinde, og samtidig fortsatte det sin stærke indflydelse i rigerne Silla og Baekje, og over stammerne mohe og khitan.

## Intern strid (531-551)
Goguryeo nåede sit højdepunkt i det 6. århundrede. Efter dette begyndte imidlertid en støt tilbagegang. Anjang blev myrdet og efterfulgt af sin broder Anwon, under hvis regeringstid aristokratisk splittelse voksede. En politisk skisma indtrådte manifesteret som to fraktioner som fortalere for forskellige prinsers arveret, indtil den otte-årige Yang-won endelig blev kronet. Men magtkampen ophørte aldrig endeligt, idet frafaldne dommere med private hære udnævnte sig selv til de facto-herskere i de områder, som var under deres kontrol.
En nomadisk gruppe kaldet Tuchueh drog fordel af Goguryeos interne magtkamp og angreb Goguryeos nordlige slotte i 550-erne og erobrede nogle af Goguryeos nordlige Lande. Det svækkede Goguryeo endnu mere, at borgerkrigen fortsatte blandt feudalherrer vedrørende tronfølgen, og at Baekje og Silla allierede sig for at angribe Goguryeo fra syd i 551.

## Konflikter i den sene 6. og 7. århundrede
I slutningen af 6. og tidlige 7. århundrede var Goguryeo ofte i militær konflikt med Sui- og Tang-dynastierne i Kina. Dets forbindelser med Baekje og Silla var komplekse og vekslede mellem alliancer og fjendskab. En nabo i mod nordvest var den østlige Göktürk (et khanat i det nordvestlige Kina og nær Mongoliet), som var en nominel allieret af Goguryeo.

### Goguryeos tab af Han-floddalen
I 551 e.Kr. indgik Baekje og Silla en alliance til at angribe Goguryeo og erobre Han-floddalen, et vigtigt strategisk område tæt ved midten af halvøen og en meget rig landbrugsregion. Efter, at Baekje havde udpint sig selv med en række angreb på Goguryeos befæstninger, ankom Sillas tropper under påskud af at tilbyde assistance, angreb og tog af hele Han-floddalen i besiddelse i 553. Opbragt ved dette forræderi, lancerede Seong et gengældelsesangreb mod Sillas vestlige grænse i det følgende år men blev fanget og dræbt.
Krigen, langs midten af den koreanske halvø, havde meget store konsekvenser. Det gjorde reelt Baekje til den svageste spiller på den koreanske halvø og gav Silla et vigtigt ressource- og befolkningsrigt område som en base for ekspansion. Omvendt forhindrede det Goguryeo i atbruge området, hvilket svækkede riget. Det gav også Silla direkte adgang til Det Gule Hav, åbnede direkte handel og diplomatisk adgang til de kinesiske dynastier og accelererede Sillas optagelse af kinesisk kultur. Således blev Silla mindre afhængig af Goguryeo for at overtage elementer af civilisation og kunne få kultur og teknologi direkte fra Kina. Denne stigende hældning af Silla mod Kina resulterede i en alliance, der skulle vise sig katastrofal for Goguryeo i slutningen af det 7. århundrede.

### Goguryeo-Sui krigen
Goguryeos ekspansion var i modstrid med Sui-Kina og øgede spændingerne mellem de to lande. I 598 foretog Goguryeo et forebyggende angreb på Liaoxi, hvilket fik kejser Wen til at foretage et kontraangreb fra land- og søsiden, der endte i en katastrofe for Sui.
Suis mest katastrofale kampagne mod Goguryeo indtraf i 612, hvor Sui ifølge Sui dynastiets historie, mobiliserede 30 divisioners hære, omkring 1.133.800 kamptropper. Fordelt langs Goguryeos kæde af befæstninger langs Liao-floden, omgik en afdeling på ni divisioners hære, omkring 305.000 soldater, de vigtigste defensive linjer og ledtes mod Goguryeos hovedstad Pyongyang for at forenes med Suis flådestyrker, som havde forstærkninger og forsyninger.
Men Goguryeo var i stand til at besejre Suis flåde således, at da Suis ni divisioners hære endelig nåede Pyongyang, havde de ikke forsyninger til en langvarig belejring. Suis tropper trak sig tilbage, men general Eulji Mundeok førte Goguryeos tropper til sejr ved at lokke dem ind i et baghold uden for Pyongyang. I slaget ved Salsu slap Goguryeos soldater vand ud fra en dæmning, hvilket opdelte Suis hær og afskar deres flugtrute. Af de oprindelige 305.000 soldater fra Suis ni division hære, siges det, at kun 2.700 flygtede hjem til Sui i Kina.
Kampagner i 613 og 614 blev afbrudt efter igangsættelsen: 613-kampagnen blev afsluttet, da Sui-generalen Yang Xuangan gjorde oprør mod kejser Yang, mens 614-kampagnen blev afsluttet efter, at Goguryeo tilbød en våbenhvile og tilbagegav Husi Zheng (斛斯 政), en deserteret Sui-general, som var flygtet til Goguryeo, og kejser Yang lod senere Husi henrette. Kejser Yang planlagde et angreb på Goguryeo i 615, men på grund af Suis opløsende indre tilstand var han aldrig i stand til at lancere det. Sui var svækket på grund af oprør mod kejser Yangs styre og hans mislykkede forsøg på at erobre Goguryeo. Det kunne ikke angribe yderligere, fordi provinserne i Suis kerneland ikke ville sende logistisk støtte.
Kejser Yangs katastrofale nederlag i Korea bidrog i høj grad til sammenbruddet af Sui-dynastiet.

### Goguryeo-Tang Krig og Silla-Tang alliancen
I vinteren 642 var kong Yeongnyu ængstelig ved Yeon Gaesomun, en af de store adelige i Goguryeo, og indgik en sammensværgelse med andre embedsmænd for at dræbe ham. Men Yeon Gaesomun erfarede nyheden om sammensværgelsen og dræbte Yeongnyu og 100 tjenestemænd og indledte et statskup. Han fortsatte med at sætte Yeongnyus nevø, Go Jang, på tronen som kong Bojang, mens han selv tog de facto-kontrol over Goguryeo som generalissimo ((koreansk)). Yeon Gaesomun indtog en stadig mere provokerende holdning over for Silla og Tang-Kina. I 643, under pres fra alliancen mellem Goguryeo og Baekje, anmodede Silla om militær bistand fra Tang. I 644 begyndte Tang forberedelserne til en større kampagne mod Goguryeo.
I 645 anførte kejser Taizong, der havde en personlig ambition om at besejre Goguryeo og var fast besluttet på at lykkes, hvor kejser Yang var mislykkedes, personligt et angreb på Goguryeo. Tang-hæren erobrede en række Goguryeo-fæstninger, herunder den vigtige Yodong-fæstning (遼東 城, i det moderne Liaoyang, Liaoning, og besejrede store Goguryeo hære på sin vej. Anshi-fæstningen (Hanja: 安 市 城, i det moderne Anshan, Liaoning) var den sidste fæstning blandt de væsentlige forsvarsværker, der beskyttede Liaodonghalvøen, og den blev straks sat under belejring. Men Ansis kommanderende generelt (hvis navn er kontroversielt, men traditionelt menes at være Yang Manchun) var i stand til at opsætte et forsvar og forpurrede Tang-styrkernes belejring, og, i det sene efterår, da vinteren nærmede sig hastigt, og hans leverancer ved at løbe tør, trak kejser Taizong sig tilbage. Kampagnen lykkedes ikke for Tang, det lykkedes ikke for kineserne at indtage Ansi-fæstningen efter en langvarig belejring, der varede mere end 60 dage. Kejser Taizong invaderede Goguryeo igen i 647 og 648, men blev besejret begge gange.
Kejser Taizong forberedte en ny invasion i 649 men døde om sommeren, muligvis på grund af en sygdom, han havde pådraget under sine koreanske felttog, og han dermed var ude af stand til at udføre sin ambition om at erobre Goguryeo i sin levetid. At besejre Goguryeo havde været en besættelse for kejser Taizong, og efter hans død i 649 fortsatte hans søn kejser Gaozong denne ambition. Efter forslag fra Kim Chunchu erobredede Silla-Tang alliancen først Baekje i 660 forat bryde Goguryeo-Baekje alliancen, og derefter vendte den sin fulde opmærksomhed mod Goguryeo. Men kejser Gaozong var ligeledes ude af stand til at besejre Goguryeo ledet af Yeon Gaesomun; en af Yeon Gaesomuns mest bemærkelsesværdige sejre kom i 662 i slaget ved Sasu (蛇 水), hvor han tilintetgjorte Tang styrker og dræbte den invaderende general Pang Xiaotai (龐孝泰) og alle hans 13 sønner. Således kunne Tang ikke besejre Goguryeo, mens Yeon Gaesomun var i live.

### Nedgang
I sommeren 666 døde Yeon Gaesomun af en naturlig årsag, og Goguryeo blev kastet ud i kaos og svækkedes af en række kampe blandt hans sønner og yngre broder. Han blev til sidst efterfulgt som Dae Mangniji, den højeste position det nyligt var oprettet under Yeon Gaesomuns regeringstid, af sin ældste søn Yeon Namsaeng. Da Yeon Namsaeng efterfølgende foretog en rundtur i Goguryeos område, begyndte imidlertid rygter at sprede om, både at Yeon Namsaeng ville dræbe sine yngre brødre Yeon Namgeon og Yeon Namsan, som han havde efterladt ansvarlige for Pyongyang, og at Yeon Namgeon og Yeon Namsan planlagde at gøre oprør mod Yeon Namsaeng. Da Yeon Namsaeng efterfølgende sendt nærtstående embedsmænd tilbage til Pyongyang for at forsøge at skaffe sig efterretning om situationen, arresterede Yeon Namgeon dem og erklærede sig Dae Mangniji, og angreb sin broder. Yeon Namsaeng sendte sin søn Cheon Heonseong (泉 獻 誠), da Yeon Namsaeng ændrede sit efternavn fra Yeon (淵) til Cheon (泉) og overtrådte et navngivningstabu fra kejser Gaozu, til Tang til at søge om støtte. Kejser Gaozong så dette som en mulighed og sendt en hær til at angribe og ødelægge Goguryeo. I midten af Goguryeos magtkampe mellem Yeon Gaesomun efterfølgere, hoppede hans yngre bror, Yeon Jeongto, af til Silla.
I 667 krydsede den kinesiske hær Liao-floden og erobrede Sinseong (新城, i det moderne Fushun, Liaoning). Tang-styrker nedkæmpede derefter et modangreb ved Yeon Namgeon, og slog sig sammen med og fik al mulig støtte fra afhopperen Yeon Namsaeng, selv om de var oprindeligt ikke kunne krydse Yalu-floden grundet modstand. I foråret 668 vendte Li Ji sin opmærksomhed mod Goguryeos nordlige byer, erobrede den vigtige by Buyeo (扶餘, i det moderne Siping, Jilin). I efteråret 668, krydsede han Yalu-floden og sætte Pyongyang under belejring i fællesskab med Sillas hær.
Yeon Namsan og Bojang overgav sig, og mens Yeon Namgeon fortsatte med at gøre modstand i den indre by, vendte hans general, den buddhistiske munk Shin Seong (信誠) sig mod ham og overgav den indre by til Tangs styrker. Yeon Namgeon forsøgte at begå selvmord, men blev tilfangetaget og taget under behandling. Dette var i afslutningen på Goguryeo, og Tang lagde Goguryeo til sit område, med Xue Rengui i første omgang indsat i ansvaret for det tidligere Goguryeo-territorium som protektor general. Den voldsomme splid som følge af Yeon Gaesomuns død viste sig at være den primære årsag til Tang-Silla triumf, takket være den splittelse, frafald, og udbredt demoralisering, den forårsagede. Alliancen med Silla havde også vist sig at være uvurderlig, takket være evnen til at angribe Goguryeo fra modsatte retninger, og med både militær og logistisk hjælp fra Silla.
Men der var meget modstand mod Tangs styre (støttet af Silla, som var utilfreds med, at Tang ikke gav det Goguryeos eller Baekjes territorium), og i 669, efter kejser Gaozongs ordre, blev en del af Goguryeo-folk tvunget til at flytte til regionen mellem Yangtze-floden og Huai-floden, samt regionerne syd for Qinling-bjergene og vest for Chang'an, kun efterladende gamle og svage beboere på den oprindelige jord. Nogle mennesker trådte i tjeneste hos Tang-regeringen, såsom Go Sagye og hans søn Go Seonji, den berømte general, der ledede Tangs styrker i slaget ved Talas.
Silla forenede dermed meste af den koreanske halvø i 668, men rigets afhængighed af Kinas Tang-dynastiet havde sin pris. Tang oprettede Det generelle protektorat for at pacificere øst, styret af Xue Rengui, men stod over for stigende problemer ved styringen af de tidligere indbyggere i Goguryeo samt Sillas modstand mod Tangs tilbageværende tilstedeværelse på Den Koreanske Halvø. Silla måtte med magt modstå indførelsen af kinesiske herredømme over hele halvøen, hvilket førte til Silla-Tang krigene, men dets egen styrke ikke strække sig ud over Taedong-floden.

### Genopvækkelsesbevægelser
Efter Goguryeos fald i 668 gjorde mange Goguryeo-mennesker oprør mod Tang og Silla ved at starte vækkelsesbevægelser for Goguryeo. Blandt disse var Geom Mojam, Dae Jungs-sang, og flere berømte generaler. Tang-dynastiet prøvede, men formåede ikke at etablere flere kommanderier for at herske over området.
I 677 kronede Tang Bojang som "konge af Joseon" og satte ham i spidsen for Liaodong kommanderiet for Protektoratet for Generelt at pacificere øst. Bojang fortsatte imidlertid med at anstifte oprør mod Tang i et forsøg på at genoplive Goguryeo, organisere Goguryeo-flygtninge og alliere sig med Mohe-stammer. Han blev til sidst sendt i eksil i Sichuan i 681 og døde det følgende år.
Protektoratet for Generelt at pacificere øst blev etableret af Tang-regeringen for at regere og bevare kontrollen over de tidligere territorier fra det faldne Goguryeo. Det blev først sat under kontrol af Tang-generalen Xue Rengui, men blev senere erstattet af Bojang på grund af de negative reaktioner fra Goguryeos indbyggere. Bojang blev sendt i eksil for at bistå genopvækkelsesbevægelser for Goguryeo, men blev efterfulgt af hans efterkommere. Bojangs efterkommere erklærede uafhængighed fra Tang i samme periode som den An Lushan-oprøret og Yi Jeonggis oprør i Shandong. Protektoratet for Generelt at pacificere øst blev omdøbt "Lille Goguryeo" indtil dets endelige optagelse i Balhae under Seons regeringstid.
Geom Mojam og Anseung steg kortvarigt på Hanseong, men mislykkedes, da Anseung overgav sig til Silla. Go Anseung beordrede mordet på Geom Mojam, og hoppede af til Silla, hvor han fik en lille mængde jord at herske over. Der etablerede Anseung kongeriget Bodeok (報 德) (보덕), tilskyndede til et oprør, som straks blev knust af Sinmun. Anseung blev derefter tvunget til at opholde sig i Silla hovedstad, blev givet en Silla-brud og måtte antage Sillas kongelige efternavn "Kim".
Dae Jung-sang og hans søn Dae Joyeong, begge tidligere Goguryeo-generaler, genvandt det meste af Goguryeos nordlige land efter dets undergang i 668, etablerede riget Store Jin, som blev omdøbt til Balhae efter Dae Jung-sangs død. Syd for Balhae kontrollerede Silla den koreanske halvø syd for Taedong-floden, og Manchuriet blev erobret af Balhae. Balhae anså sig (især i diplomatiske korrespondance med Japan) som en efterfølgerstat til Goguryeo.
I 901 etablerede Gung Ye, en rebelsk general, Senere Goguryeo, senere omdøbt til Taebong, der anså sig for at være en efterfølger af Goguryeo og gjorde oprør mod Forenede Silla. I 918 væltede Wang Geon Gung Ye og etablerede Goryeo, som samlede De senere tre kongedømmer og regerede over den koreanske halvø indtil 1392 som afløser for Goguryeo. Wang Geon var en efterkommer af Goguryeo, og sporede sin afstamning til en adelig Goguryeo-klan.
I det 10. århundrede kollapsede Balhae, og meget af den herskende klasse og den sidste kronprins Dae Gwang-hyeon flygtede til Goryeo, hvor han blev hilst varmt velkommen og inkluderet i den regerende familie af Wang Geon, som dermed forenede de to efterfølgende nationer til Goguryeo.

## Militær
Goguryeo var en meget militaristisk stat. Oprindeligt var der 4 delvist autonome distrikter baseret på verdenshjørner, og et centralt distrikt ledet af monarken; men i det første århundrede blev verdenshjørnerne centraliserede og administrerede af det centrale distrikt, og ved udgangen af det 3. århundrede, mistede de al politisk og militær myndighed til monarken. I det 4. århundrede, efter at have lidt nederlag mod Xianbei og Baekje under Gogukwons regeringstid, indførte Sosurim militære reformer, som banede vejen for Gwanggaeto erobringer. På sit højdepunkt var Goguryeo i stand til at mobilisere 300.000 soldater. Goguryeo hyrede ofte semi-nomadiske vasaller, såsom Mohe-folk, som infanterister.
Hver mand i Goguryeo var forpligtet til at tjene i militæret, eller kunne undgå værnepligten ved at betale ekstra kornskat.
En Tang-traktat fra 668 registrerer alt 675.000 fordrevne personer og 176 militære garnisoner efter overgivelsen af Bojang.

### Udstyr
Det vigtigste skydevåben brugt i Goguryeo var buen. Buerne blev ændrede til at være mere sammensatte og øge skydeevnen på lige fod med armbrøster. I mindre grad blev stenkastende maskiner og armbrøster også anvendt. Stikvåben, anvendt mod kavaleriet og i åben kamp, var for det meste spyd. To typer af sværd blev brugt af Goguryeo-rigere. Den første var en kortere tveægget variant mest brugt til at kaste. Den anden var et længere enægget sværd med minimal fæste og ringknop, tydeligvis under indflydelse fra østlig Han. Hjelmene lignede hjelme brugt af centralasiatiske folk, dekoreret med vinger, læder og hestehaler. Skjoldet var den vigtigste beskyttelse, der dækkede hovedparten af soldatens krop. Deres kavaleri blev kaldt Gaemamusa (개마 무사, 鎧 馬武士), løst oversat som "Jernhestekrigere".
Arkæologiske fund fra Gukne (국내성) og i grave i tilstødende kongeriger er fundet jernspidse bronzesandaler ca 11 cm lang. De blev sandsynligvis brugt til militære formål.

### Fæstninger
Den mest almindelige form for Goguryeo-fæstninger var lavet i måneform og beliggende mellem en flod og dens biflod. Grøfter og jordvægge mellem bredden dannede en ekstra forsvar linje. Murene var lavet af enorme stenblokke fikseret med ler, og selv kinesisk artilleri havde svært ved at bryde igennem dem. Væggene var omgivet af en grøft til at forhindre en underjordiske angreb, og udstyret med vagttårne. Alle fæstninger havde kilder til vand og udstyr nok til en langvarig belejring. Hvis floder og bjerge var fraværende, blev ekstra forsvarslinjer tilføjet.

### Organisation
To jagter om året, ledet af kongen selv, manøvreøvelser, jagt-manøvrer og parader blev udført for at give Goguryeos soldater en høj individuel træning.
Der var fem hære i hovedstaden, for det meste kavaleri der var personligt ledet af kongen, i antal ca. 12.500. Militære enheder, der varierede i antal fra 21.000 til 36.000 soldater, var placeret i provinserne og blev ledet af guvernører. Militære kolonier nær grænserne bestod hovedsagelig af soldater og bønder. Der var også private hære ledet af aristokrater. Dette system tillod Goguryeo at bevare og udnytte en hær på 50.000 uden ekstra omkostninger, og 300.000 gennem store mobiliseringer i særlige tilfælde.
Goguryeo enheder blev opdelt efter de store våben: spydmænd, øksemænd, bueskytter, der består af dem til fods og hesteryg, og tungt kavaleri, der omfattede pansrede og tunge spyddivisioner. Andre grupper som katapult enheder, væg-klatrere, og stormtropper var en del af de særlige enheder og kom oveni de almindelige enheder. Fordelen ved denne funktionelle opdeling var stærkt specialiserede kampenheder, mens ulempen var, at det var umuligt for en enhed til at udføre komplekse, taktiske handlinger.

### Strategi
Den militære formation havde en general og hans personale med vagter i midten af hæren. Bueskytterne blev forsvaret af øksemænd. Foran generalen var de vigtigste infanteri kræfter, og på flankerne var rækker af tungt kavaleri klar til modangreb i tilfælde af et flankeangreb af fjenden. Helt i front og bagtil var det lette kavaleri, der anvendes til spejdning, forfølgelse, og for at svække fjendens angreb. Omkring de vigtigste tropper var små grupper af tunge kavalerister og infanteri. Hver enhed var parat til at forsvare den anden ved at yde gensidig støtte.
Goguryeo implementerede en strategi for aktiv forsvar baseret på byerne. Ud over de befæstede byer og befæstede lejre brugte dette aktive forsvarssystem små enheder af let kavaleri til løbende at chikanere fjenden, de-blokade enheder og stærke reserver, der bestod af de bedste soldater, til at slå hårdt til i enden.
Goguryeo havde også militære efterretninger og særlige taktikker som en vigtig del af strategien. Goguryeo var god til misinformation, såsom at kun sende spydspidser af sten som tribut til det kinesiske hof, selv om de var af jern. Goguryeo havde udviklet et system for spionage. En af de mest berømte spioner, Baekseok, der er nævnt i Samguk yusa, var i stand til at infiltrere Hwaranger i Silla.

## Kultur
Kulturen i Goguryeo blev formet af dens klima, religion, og den anspændte tilstand i samfundet, folk led under på grund af de mange krige, Goguryeo udkæmpede. Ikke meget er kendt om Goguryeo kultur, da mange skriftlige kilder er gået tabt.

### Levevis
Indbyggerne i Goguryeo bar en forgænger for den moderne hanbok, lige som de andre kulturer i de tre kongeriger. Der er vægmalerier og genstande, der skildrer dansere iført kunstfærdige hvide kjoler.

### Festivaler og tidsfordriv
Fælles tidsfordriv blandt Goguryeo mennesker var drikkeri, sang eller dans. Spil såsom brydning tiltrak nysgerrige tilskuere.
Hver oktober blev Dongmaeng-festivallen afholdt. Dongmaeng-festivallen blev praktiseret for at tilbede guderne. Ceremonierne blev fulgt af store folkelige fester, spil og andre aktiviteter. Ofte udførte kongen ritualer til sine forfædre.
Jagt var en mandlig aktivitet og fungerede også som et passende middel til at uddanne unge mænd til militæret. Jagtselskaber red på heste og jagede rådyr og andet vildt med buer og pile. Bueskydningskonkurrencer forekom også.

### Religion
Goguryeo-mennesker tilbad forfædre og anså dem for at være overnaturlige. Jumong, grundlæggeren af Goguryeo, blev tilbedt og respekteret blandt folket. Der var endda et tempel i Pyongyang dedikeret til Jumong. Ved den årlige Dongmaeng-festival blev et religiøst ritual udført for Jumong, forfædre, og guder.
Mytiske dyr og dyr blev også anset for at være hellig i Goguryeo. Føniks og Dragen blev begge tilbedt, mens Samjogo, den trebenede krage der repræsenterede solen, blev betragtet som den mest magtfulde af de tre. Malerier af mytiske dyr findes i Goguryeos kongegrave.
De troede også i "Sasin«, der var 4 mytiske dyr. Chungryong eller Chunryonga (blå drage) bevogtede øst, Baek-ho (hvid tiger) bevogtede vest, jujak (rød føniks) bevogtede syd, og hyunmu (sort skildpadde (undertiden med slanger som hale)) bevogtede nord. Disse mytiske dyr ligner Den blå drage, Den røde fugl, Byakko (Hvide tiger), og Sorte skildpadde, de fire kongedyr.
Buddhismen blev først introduceret til Goguryeo i 372. Regeringen anerkendte og støttede buddhismen og mange klostre og helligdomme blev oprettet under Goguryeos styre, hvilket gør Goguryeo det første kongerige i regionen til at antage buddhismen. Men buddhismen var langt mere populære i Silla og Baekje, som Goguryeo videregav buddhismen til.

### Kulturelle forbindelser
Goguryeo kunst, bevaret i vid udstrækning i gravmalerier, er kendt for styrken i dens billedsprog. Fint detaljeret kunst kan ses i Goguryeo grave og andre vægmalerier. Mange af de kunstværker har en original malestil.
Kulturelle arv fra Goguryeo kan findes i moderne koreansk kultur, for eksempel: koreanske fæstninger, ssireum, taekkyeon, koreansk dans, ondol, Goguryeos gulvvarmesystem og hanbok